# La Riviera (Uruguay)
La Riviera, auch als La Ribiera bezeichnet, ist eine kleine Ortschaft im Südosten Uruguays.

## Geographie
La Riviera befindet sich im südlichen Teil des Departamento Rocha in dessen Sektor 1 südlich der Departamento-Hauptstadt Rocha. Der Ort liegt am Ufer des Arroyo de Rocha unmittelbar westlich von Puerto de los Botes. Im Süden erstreckt sich die Laguna de Rocha.

## Einwohner
La Riviera hatte bei der Volkszählung im Jahr 2011 30 Einwohner, davon 19 männliche und elf weibliche.
| Jahr | Einwohner |
| ---- | --------- |
| 1996 | -         |
| 2004 | 37        |
| 2011 | 30        |

Quelle: Instituto Nacional de Estadística de Uruguay